# 喜羊羊与灰太狼之筐出未来
《喜羊羊与灰太狼之筐出未来》（英語：Pleasant Goat and Big Big Wolf - Dunk for Future）是《喜羊羊与灰太狼》的第八部动画大电影，于2022年2月的春节档上映，是以《喜羊羊与灰太狼之筐出胜利》作為蓝本的改编续作。亦是懶羊羊配音員林芷筠離開無綫電視後的首部作品，也是配音員梁少霞聲演喜羊羊的首部電影作品。

## 劇情介绍
电影将延续剧集《喜羊羊与灰太狼之筐出胜利》的故事，喜羊羊、灰太狼与众羊组成的守护者队进入篮球顶级赛事决赛，但却意外地败北，团队分崩离析。 虽然各散东西，但对篮球的热爱和对冠军的渴望让大家再次组队，参加新一届大赛，然而这次的对手更强大，他们面临更大的挑战！

## 角色列表

### 守護者隊
| 角色   | 介紹                                                                               | 國語配音 | 粵語配音 |
| 喜羊羊 | 守護者隊的隊長兼小前鋒                                                             | 祖麗晴   | 梁少霞   |
| 灰太狼 | 守護者隊的第六人兼大前鋒，在球隊成立的後期才加入的球員，是守護者隊中唯一的狼族球員 | 張琳     | 羅偉傑   |
| 美羊羊 | 守護者隊的控球後衛                                                                 | 鄧玉婷   | 姜嘉蕾   |
| 懶羊羊 | 守護者隊的得分後衛                                                                 | 梁穎     | 林芷筠   |
| 沸羊羊 | 守護者隊的大前鋒                                                                   | 劉紅韻   | 曾秀清   |
| 暖羊羊 | 守護者隊的中鋒                                                                     | 鄧玉婷   | 程文意   |
| 慢羊羊 | 羊村村長兼守護者隊的助理教練                                                       | 高全勝   | 黃志明   |
| 烈羊羊 | 守護者隊的主教練                                                                   | 李團     | 高翰文   |

注：除灰太狼以外，均為羊族。

### 烈虎隊
| 角色   | 介紹                     | 國語配音 | 粵語配音 |
| 虎翼   | 烈虎隊的第六人兼得分後衛 | 鄧玉婷   | 簡懷甄   |
| 虎山   | 烈虎隊的队长兼中鋒       | 高全勝   | 陳旭明   |
| 虎小雪 | 烈虎隊的控球後衛         | 祖晴     | 劉惠雲   |
| 虎虎   | 烈虎隊的大前鋒           | 劉紅韻   | 黃志明   |
| 虎天   | 烈虎隊的小前鋒           | 張琳     |          |
| 虎威   | 烈虎隊的得分後衛         | 李團     |          |

### 狼隊
| 角色   | 介紹               | 國語配音 | 粵語配音 |
| 球勝狼 | 狼隊的隊長兼小前鋒 | 鄧玉婷   |          |
| 玉太狼 | 狼隊的控球後衛     | 鄧玉婷   |          |
| 凝太狼 | 狼隊的得分後衛     | 李團     |          |
| 壯太狼 | 狼隊的中鋒         | 高全勝   |          |
| 長太狼 | 狼隊的大前鋒       | 李團     |          |

### 其他角色
| 角色   | 介紹                                   | 國語配音 | 粵語配音 |
| 紅太狼 | 灰太狼的妻子                           | 趙娜     | 劉惠雲   |
| 小灰灰 | 灰太狼和紅太狼的兒子                   | 梁穎     | 石梓晴   |
| 虎爸   | 虎翼的爸爸                             | 李團     | 黃啟明   |
| 杰帥   | 獅心隊的隊長兼體育評述員               | 李團     | 陳欣     |
| 豹姐   | 音速隊的隊長，美羊羊的偶像，豹妹的姐姐 | 趙娜     | 劉惠雲   |
| 豹妹   | 舞蹈員，豹姐的妹妹                     | 趙娜     |          |
| 猴哥   | 「都市籃球盃」的體育評述員             | 胡嚴彦   | 麥皓豐   |
| 攝影師 | 「都市籃球盃」的埸地攝影師             | 黃偉明   | 黃偉明   |

## 製作
屬於本電影中的其中一間電影製作公司：廣東原創動力文化傳播有限公司在一次內部訪談特輯中，訪問了本電影的總導演：黃偉明。他表示，在2015年《羊年喜羊羊》因票房不理想而暫停上映新年大電影的7年間，電影製作團隊從來沒放棄過對《喜羊羊與灰太狼》新電影的題材鑽研。由於之前的大電影均已包含各種冒險題材，製作團隊希望可以不但追求創新，更要達到真正的突破。
在5年前（2017年），創作團隊有一個把《喜羊羊與灰太狼》動畫與他們熱愛的運動：籃球結合起來的想法。在《喜羊羊與灰太狼》電視動畫系列中的《筐出勝利》中，該動畫在中國大陸影視評分網站：豆瓣，在10分中獲得了8.6分；而在中國大陸知名的體育博客：虎撲體育中更引起了熱議，證實了有關想法的成功。其後製作團隊馬上開始了本電影的製作，在經過37個劇本版本、74個分鏡版本及2,142個鏡頭等的嘗試，製作團隊希望可以製作出一套最佳的「喜羊羊」電影，並成為農曆新年中適合一家大小觀看的動畫電影首選。

## 電影歌曲
| 曲別           | 歌名                 | 作曲           | 作詞           | 演唱者 |
| -------------- | -------------------- | -------------- | -------------- | ------ |
| 主題曲、片尾曲 | 别看我只是一隻羊2022 | 古倩敏、陳禹   | 古倩敏、王中橋 | 周筆暢 |
| 插曲           | 就是冠军             | 邓梓祺         | 谭梓豪         | 罗玮洛 |
| 插曲           | 逆風生長             | 黄成成         | 崔軾玄         | 魯士郎 |
| 插曲           | 灌籃青春             | 魯士郎、崔轼玄 | 魯士郎         | 魯士郎 |

## 上映

### 中國大陸
《喜羊羊與灰太狼之筐出未來》於2022年2月1日（春節大年初一）於全國上映（部分城市因應疫情關係，電影院維持關閉除外），而由於春節檔期亦有《長津湖之水門橋》、《奇跡·笨小孩》、《四海》、《這個殺手不太冷靜》等熱門電影上映，令本電影於部分影院上映的埸次較少，而被電影院安排放映的時間亦不甚理想，電影埸次排片僅佔整體的百分之3至4。
電影製作公司之一的廣東原創動力文化傳播有限公司於2月24日在其官方微博宣佈，電影上映期限將由3月4日延長至4月3日，其後於4月2日再次在其官方微博宣佈，電影上映期限將由4月3日延長至5月2日。官方於6月30日第五度延長電影放映期限至8月3日。

### 香港及澳門
雖然官方微信發佈了粵語版預告片 （页面存档备份，存于），但因为Omicron变种病毒入侵香港导致防疫措施收紧，电影院被迫关闭，暫未有任何代理及上映安排，未能跟以往一樣緊貼中國內地於同年農曆新年或復活節檔期上映。

### 日本
作為中華映畫特輯上映“電影祭”2022參展影片，於2022年9月16日發布日文字幕版預告片，宣布日文字幕版將於2022年9月24日在大阪Cinemart心齋橋放映，於2022年9月28日在東京grand cinema sunshine池袋放映，於2022年10月6日在名古屋市109Cinemas名古屋放映。

## 播放平台
| 播放地區 | 播放電視台   | 播放日期      | 播放時間          | 所屬聯播網 | 備註                                           |
| -------- | ------------ | ------------- | ----------------- | ---------- | ---------------------------------------------- |
| 中國大陸 | 金鷹卡通     | 2022年8月3日  | 下午5:30上線播出  | 電視播放   | 普通話配音播出，简体中文、英语双语字幕         |
| 中國大陸 | 金鷹卡通     | 2022年10月3日 | 下午6:40上線播出  | 電視播放   | 普通話配音播出，简体中文、英语双语字幕         |
| 中國大陸 | 金鷹卡通     | 2023年3月4日  | 上午9:00上線播出  | 電視播放   | 普通話配音播出，简体中文、英语双语字幕         |
| 馬來西亞 | Astro小太陽  | 2023年1月22日 | 上午11:30上線播出 | 電視播放   | 普通话配音播出，简体中文、马来语及英语三语字幕 |
| 播放地區 | 播放平台     | 播放日期      | 播放時間          | 所屬聯播網 | 備註                                           |
| 中國大陸 | 優酷         | 2022年4月17日 | 上午10:00上線播出 | 網路播放   | 普通話配音播出，简体中文、英语双语字幕         |
| 中國大陸 | 騰訊視頻     | 2022年4月17日 | 上午9:37提前偷跑  | 網路播放   | 普通话、粤语配音播出，简体中文、英语双语字幕   |
| 中國大陸 | 愛奇藝       | 2022年4月17日 | 上午9:34提前偷跑  | 網路播放   | 普通话配音播出，简体中文、英语双语字幕         |
| 中國大陸 | 芒果TV       | 2022年4月17日 | 上午9:51提前偷跑  | 網路播放   | 普通话配音播出，简体中文、英语双语字幕         |
| 中國大陸 | bilibili     | 2022年4月17日 | 上午10:00上线播出 | 網路播放   | 普通话、粤语配音播出，简体中文、英语双语字幕   |
| 中國大陸 | 南瓜電影     | 2022年4月17日 | 上午10:00上线播出 | 網路播放   | 普通话配音播出，简体中文、英语双语字幕         |
| 中國大陸 | 咪咕视频     | 2022年4月17日 | 上午9:50提前偷跑  | 網路播放   | 普通话、粤语配音播出，简体中文、英语双语字幕   |
| 中國大陸 | 米兔儿童     | 2022年4月17日 | 上午9:57提前偷跑  | 網路播放   | 普通话配音播出，简体中文、英语双语字幕         |
| 中國大陸 | 华为视频     | 2022年4月17日 | 上午9:51提前偷跑  | 網路播放   | 普通话配音播出，简体中文、英语双语字幕         |
| 中國大陸 | 小米视频     | 2022年4月17日 | 当日上线          | 網路播放   | 普通话配音播出，简体中文、英语双语字幕         |
| 中國大陸 | OPPO欢太影视 | 2022年4月17日 | 当日上线          | 網路播放   | 普通话配音播出，简体中文、英语双语字幕         |
| 中國大陸 | vivo视频     | 2022年4月17日 | 当日上线          | 網路播放   | 普通话配音播出，简体中文、英语双语字幕         |
| 中國大陸 | 乐视视频     | 2022年4月17日 | 当日上线          | 網路播放   | 普通话配音播出，简体中文、英语双语字幕         |
| 中國大陸 | 沃视频       | 2022年4月17日 | 当日上线          | 網路播放   | 普通话配音播出，简体中文、英语双语字幕         |
| 中國大陸 | 天翼超高清   | 2022年4月17日 | 当日上线          | 網路播放   | 普通话配音播出，简体中文、英语双语字幕         |
| 中國大陸 | 粤享5G       | 2022年4月17日 | 当日上线          | 網路播放   | 普通话配音播出，简体中文、英语双语字幕         |
| 马来西亚 | Astro AEC    | 2024年2月3日  | 上午1:00上線播出  | 電視播放   | 普通话配音播出，简体中文、马来语及英语三语字幕 |

## 票房
根據淘票票資料，2022年1月15至16日點映票房為168.5萬元人民幣；1月22日至23日點映票房為925.9萬元人民幣，合共票房為1094.1萬元。

首日票房为（含点映）3694.3万元；
首周票房累計为1.06亿元；
次周票房累計为1.44亿元；
第三周票房累計为1.54亿元；
第四周票房累計为1.57亿元；
截至3月28日，票房已達到1.6億元人民幣。

## 評價
截至2022年5月5日，以10分為滿分去計算：電影在淘票票中獲得9.5分、貓眼評分為9.3分、知乎評分為9.2分、互聯網電影數據庫（IMDB）評分為7.1分、豆瓣評分則為6.8分。

## 作品的變遷
| 廣東原創動力文化傳播有限公司            | 廣東原創動力文化傳播有限公司          | 廣東原創動力文化傳播有限公司 |
| --------------------------------------- | ------------------------------------- | ---------------------------- |
|                                         | 喜羊羊與灰太狼之筐出未來 (2022.02.01) |                              |
| 喜羊羊與灰太狼之羊年喜羊羊 (2015.01.31) | 喜羊羊與灰太狼之守護 (2024.07.19)     |                              |

## 外部連結
- 豆瓣电影上《喜羊羊与灰太狼之筐出未来》的資料 （简体中文）
- 1905电影网上《喜羊羊与灰太狼之筐出未来》的资料（简体中文）
- 时光网上《喜羊羊与灰太狼之筐出未来》的資料（简体中文）
- 互联网电影数据库（IMDb）上《喜羊羊与灰太狼之筐出未来》的资料（英文）
- Box Office Mojo上《喜羊羊与灰太狼之筐出未来》的资料（英文）